# Bisdom Maroua-Mokolo

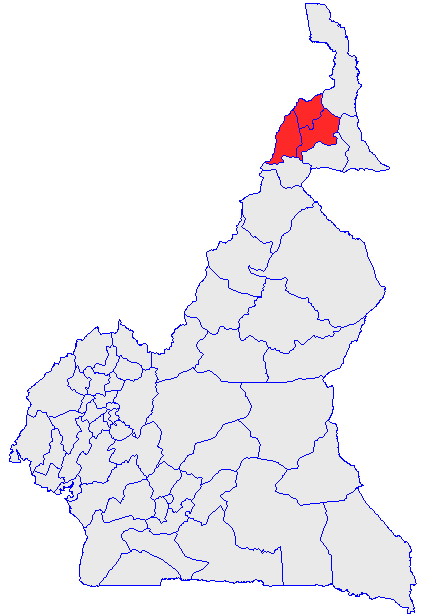
Het bisdom (rood) binnen Kameroen

Het bisdom Maroua-Mokolo (Latijn: Dioecesis Maruanus-Mokolensis) is een rooms-katholiek bisdom in Kameroen. Het maakt samen met drie andere bisdommen deel uit van de kerkprovincie Garoua en is suffragaan aan het aartsbisdom Garoua. Het bisdom telt 90.700 katholieken (2019), wat zo'n 4,5% van de totale bevolking van 2.000.000 is. Het bisdom heeft een oppervlakte van 14.332 km². en omvat de departementen Mayo-Sava, Mayo-Tsanaga en Diamaré in de regio Extrême-Nord. In 2019 bestond het bisdom uit 46 parochies. De huidige bisschop van Maroua–Mokolo is Bruno Ateba Edo.  

## Geschiedenis
- 1968: Oprichting uit delen van het aartsbisdom Garoua

## Speciale kerken
De kathedraal van het bisdom Maroua–Mokolo is de Cathédrale Notre-Dame de l’Assomption.

## Lijst van bisschoppen
- Jacques Joseph François de Bernon, OMI (1968–1994)
- Philippe Albert Joseph Stevens, P.F.E. (1994-2014)
- Bruno Ateba Edo, S.A.C. (2014-heden)